# Le Poète assassiné

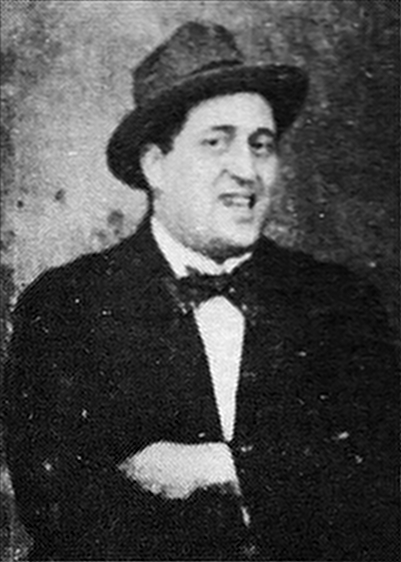
Guillaume Apollinaire (1880-1918) en 1914.

Le Poète assassiné est un recueil de contes (et aussi le titre d'un conte de ce recueil) de Guillaume Apollinaire paru en 1916.

## Commentaires
Apollinaire (1880-1918) avait publié en 1910 des contes, L'Hérésiarque et Cie, qui avaient été retenus pour le prix Goncourt. C'est en 1913 qu'il songe à un nouveau recueil, mais la guerre en retarde la publication. Cet ensemble offre une grande diversité apparente de sujets et de tons, mais est dominé par quelques thèmes récurrents: les souvenirs personnels (naissance illégitime, rapports avec sa mère), le mythe du poète mort et éternel (voir L'Enchanteur pourrissant), la création d'un monde imaginaire, l'échec amoureux, la solitude. La dernière nouvelle peut donc, à cause de cette unité, rassembler tous les personnages des récits antérieurs. Le conte le plus développé, éponyme de l'œuvre, présente, sur le mode picaresque, la destinée de Croniamantal, dont le nom fait penser à Chronos (thème du temps) et à "mental". Poète maudit, il fréquente l'Oiseau du Bénin (Picasso) et souffre de son amour pour Tristouse Ballerinette (Marie Laurencin) qui le trahit avec le Fopoîte (faux poète) et appelle la mort sur lui. Celle-ci permet son apothéose. Il renaît dans le dernier conte comme s'il avait présidé à tous les récits intermédiaires. Son double est le Roi-Lune, Louis de Bavière, régnant sur un monde souterrain fantastique, vivant éternel au-delà de la mort.
Chaque conte peut ainsi se rattacher à la même structure de base: un être meurt ou disparaît; il renaît et règne. La recréation poétique permet de réparer l'échec de la vie réelle. Le ton, souvent proche d'Alfred Jarry ou de Max Jacob, et les allusions à des contemporains donnent au récit un caractère fantaisiste qui n'ôte rien à la gravité de son jeu. De même, la parodie du style des nouvelles du XIXe siècle, le mélange des genres (récit réaliste, fantastique, poésie, fable, théâtre) s'accordent avec la volonté d'inventer une esthétique moderne.